# 金慈仁
金慈仁（：／ Kim Ja-in，1988年9月11日—），南韓職業攀登運動員，主要參與抱石及難度攀登。她曾經兩度贏得世錦賽冠軍，以及30次世界盃冠軍，亦在15年內贏得14次亞錦賽冠軍，包括11次難度和3次抱石。金慈仁在難度攀登的成就在亞洲以至在世界上都是最高等級的，職業生涯獲獎無數，成為南韓及亞洲非常成功的女子攀石選手，亦是歷史上其中一名最頂尖的難度攀登選手，被稱為南韓的攀石女王。
金慈仁亦有參與室外攀登，2014年獲評紅點8b+級，其後再獲得8c/8c+級。2017年，成功攻破555米的樂天世界塔。

## 生涯
生於攀石世家，金慈仁12歲便開始接觸攀石運動。2004年首次參與難度攀登世界盃，2006年首次參加抱石世界盃。出戰十多年期間獲獎無數，最高成就為兩次世界冠軍，分別在2012年和14年在其專項難度攀登獲獎。截至2019年，共贏得30次世界盃金牌，並以31歲之齡在兩次世界盃賽事取得金牌，寶刀未老。同年，她宣佈將會在2020年東京奧運結束後退役。

## 個人生活
金慈仁於2015年結婚，丈夫是著名消防員、散文作家及政治家吳永煥（오영환）。

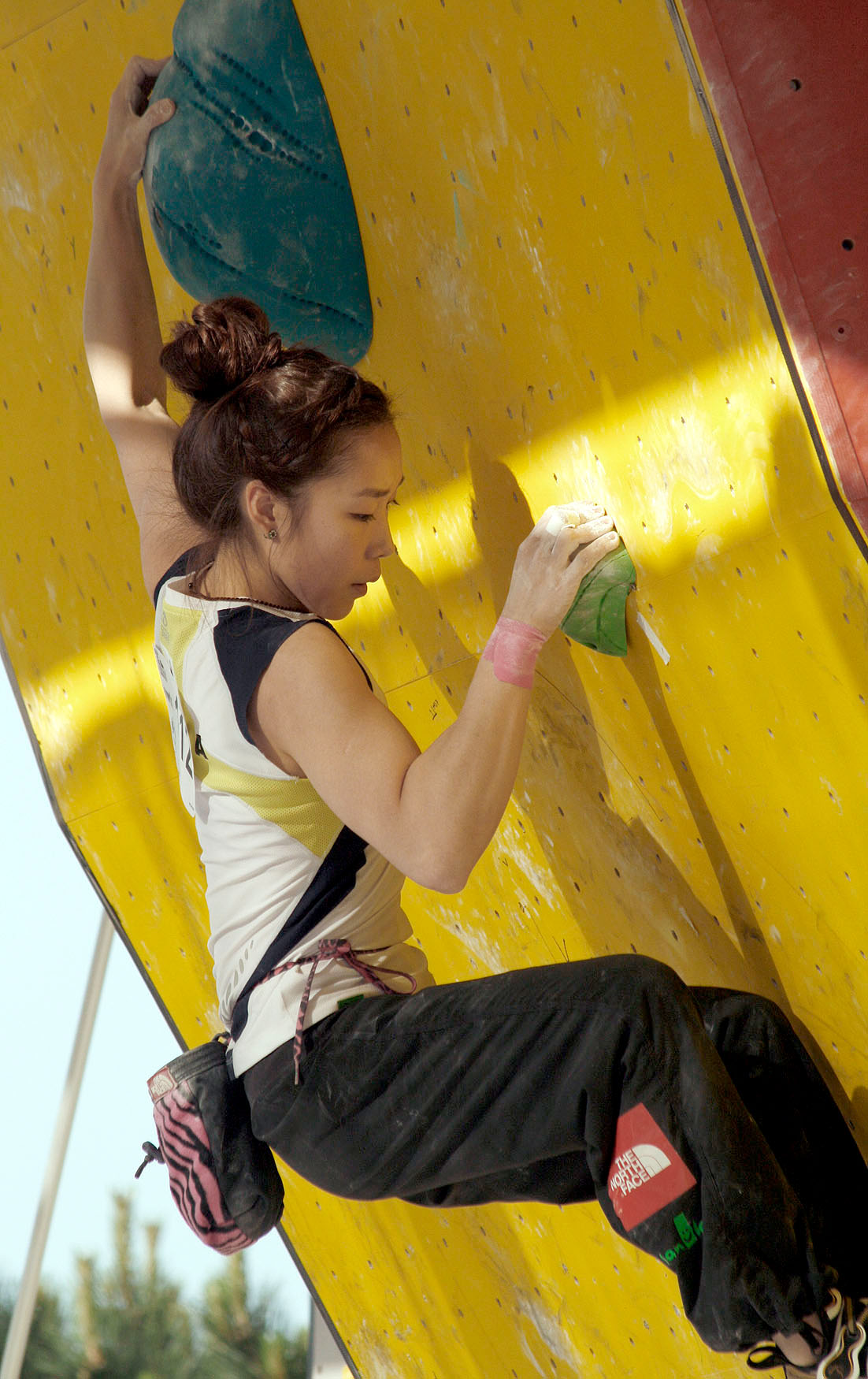
攝於2010年維也納

## 外部連結
- 個人資料
- IFSC 資料
- 8a.nu 資料
- Instagram 資料
- Facebook 資料
- Twitter 資料

IFSC (编). . August 20, 2019  [August 20, 2019]. （原始内容存档于2020-02-09）.
IFSC (编). . August 20, 2019  [August 20, 2019]. （原始内容存档于2019-05-07）.